# Tipula tropica
Tipula tropica är en tvåvingeart som beskrevs av de Meijere 1913. Tipula tropica ingår i släktet Tipula och familjen storharkrankar. Inga underarter finns listade i Catalogue of Life.